# Джоан Уоли
Джоан Уоли (на английски: Joanne Whalley, правилно Джоуън Уоли) е английска актриса, киноактриса и поппевица.

## Биография
Родена е на 25 август 1961 г. в Солфорд, Англия. Сред най-популярните ѝ филми са „Уилоу“ и сериала „Скарлет“. От 1988 г. до 1996 г. е женена за Вал Килмър, през който период носи името Джоан Уоли-Килмър.

## Частична филмография
- Уилоу (1988)
- Морски пехотинци (1990)
- Един добър човек в Африка (1994)
- Скарлет (1994)
- Мъжът, който знаеше твърде малко (1997)
- Тичам по дивите поля (2000)
- Мое дете (2005)
- Потоп (2007)